# Noebesa
Noebesa is een bestuurslaag in het regentschap Timor Tengah Selatan van de provincie Oost-Nusa Tenggara, Indonesië. Noebesa telt 638 inwoners (volkstelling 2010).